# Rey Muerto
Rey Muerto è un cortometraggio scritto e diretto dalla cineasta argentina Lucrecia Martel, uscito nel 1995. 

## Trama
Nell'immaginario villaggio di Rey Muerto, nella regione arida dell'Argentina nordoccidentale, una madre di famiglia cerca di scappare dal clima di terrore generato dal marito violento, portando con sé i suoi tre figli.

## Distribuzione
Il cortometraggio partecipò alla prima edizione, tenuta nel 1994, del concorso INCAA (Instituto Nacional de Cine y Artes Audiovisuales), che si sarebbe rivelata fondamentale per la crescita e il riconoscimento della generazione di cineasti argentini definita come Cine Independiente Argentino o Nuevo Cine Argentino Assieme agli altri corti premiati nel concorso, entrò a far parte del film di montaggio Historias breves I, uscito il 19 maggio 1995.
In Italia fu inserito come contenuto speciale nel DVD del film La niña santa, diretto dalla stessa regista, edito nel 2005 dalla Cecchi Gori Home Video.

## Critica
Riferendosi al film di montaggio nel suo complesso, Alejandro Ricagno scrisse su El Amante del Cine: 
Claudio España su La Nación espresse l'opinione che 

Rafael Granado scrisse su Clarín: 
Manrupe e Portela aggiungono: 